# جيمس وايت (سياسي أيرلندي)
جيمس وايت (بالإنجليزية: James White)‏ هو فلاح وسياسي أيرلندي، ولد في 2 يناير 1938، وتوفي في 2 سبتمبر 2014. في الانتاخابات العمومية الإيرلندية 1973 ‏، انتخب نائب دييل عن دائرة Donegal–Leitrim (Dáil constituency) ‏ وقد انضم خلال فترته النيابية ‏ (14 مارس 1973 – 25 مايو 1977) للكتلة البرلمانية فاين جايل وفي الانتخابات العمومية الإيرلندية 1977 ‏، انتخب نائب دييل عن دائرة Donegal (Dáil constituency) ‏ وقد انضم خلال فترته النيابية ‏ (5 يوليو 1977 – 21 مايو 1981) للكتلة البرلمانية فاين جايل وفي الانتخابات العمومية الإيرلندية 1981 ‏، انتخب نائب دييل عن دائرة Donegal South-West (Dáil constituency) ‏ وقد انضم خلال فترته النيابية ‏ (30 يونيو 1981 – 27 يناير 1982) للكتلة البرلمانية فاين جايل.